# كريستوفر كونلي
كريستوفر كونلي (بالإنجليزية: Christopher Connelly)‏ هو ممثل أمريكي، ولد في 8 سبتمبر 1941 في ويتشيتا في الولايات المتحدة، وتوفي في 7 ديسمبر 1988 في بربانك في الولايات المتحدة بسبب سرطان الرئة.

## أعمال

### أفلام
- (1988) ليلة مع أسماك القرش

## وصلات خارجية
- كريستوفر كونلي على موقع IMDb (الإنجليزية)
- كريستوفر كونلي على موقع ألو سيني (الفرنسية)
- كريستوفر كونلي على موقع تيرنر كلاسيك موفيز (الإنجليزية)
- كريستوفر كونلي على موقع أول موفي (الإنجليزية)
- كريستوفر كونلي على موقع قاعدة بيانات الأفلام السويدية (السويدية)
- كريستوفر كونلي على موقع إن إن دي بي (الإنجليزية)
- كريستوفر كونلي على موقع قاعدة بيانات الفيلم (الإنجليزية)
- كريستوفر كونلي على موقع كينوبويسك (الروسية)